# Gerald G. Jampolsky
Gerald G. Jampolsky, zkráceně Jerry Jampolsky (11. února 1925 Long Beach, USA – 29. prosince 2020), byl americký lékař-psychiatr a spisovatel duchovní a esoterické literatury.
Studoval a získal doktorát na lékařské fakultě Stanfordovy univerzity a poté pracoval jako psychiatr na Kalifornské univerzitě v San Francisco. V roce 1975 založil původní „Center for Attitudinal Healing“ (Centrum pro léčení přístupem) v Tiburonu v Marin County v Kalifornii. Projekt je rozšířen pod názvem „Attitudinal Healing International“ (AHI).
Jeho knihy byl přeloženy do mnoha jazyků. Pořádal semináře a přednášel společně se svou manželkou, psychoterapeutkou a spisovatelkou Diane V. Cirincione. Byla spoluautorkou některých jeho knih.